# Ystads Dagblad
Ystads Dagblad var en dagstidning i Ystad från den 1 december 1934 till  den 30 november 1944. Det var en edition av Cimbrishamnsbladet. Tidningen var en sexdagarstidning hela utgivningstiden. Fullständiga titeln var Ystad Dagblad Organ för sydöstra Skåne.

## Redaktion
Redaktionsort var Simrishamn 1934 till 1939, sedan Ystad till 1944. Politiskt var tidningen neutral.
| Period                 | Ansvarig utgivare  | Period                 | Redaktör           |
| 1934-12-01--1934-12-31 | Osterman, John     | 1934-12-01--1934-12-31 | Osterman, John     |
| 1935-01-02--1937-01-30 | Roslund, Nils-Ivar | 1935-01-02--1937-01-30 | Roslund, Nils-Ivar |
| 1937-02-01--1939-02-27 | Broomé, Richard    | 1937-02-01--1939-02-27 | Broomé, Richard    |
| 1939-03-06--1944-11-30 | Göranson, Harald   | 1939-03-06--1944-11-30 | Göranson, Harald   |

## Tryckning
Tidningsförlaget hette Aktiebolag Cimbrishamns-Bladets tidningar i Simrishamn. Tryckeri var från 1934 till 1 februari 1937 Cimbrishamns-Bladets tryckeri, sedan Aktiebolag Cimbrishamns-Bladets tryckeri  i Simrishamn till tidningens upphörande. Tidningen hade 6-8 sidor med en satsyta på cirka 57x 37 cm. Tryckning enbart i svart med typsnitt antikva. Upplagan var 9200 enligt tidningen inklusive Cimrishamnsbladet och Tomelilla Tidning. Priset för tidningen var 1935 11 kr 1940 13,50 kr och sista tre åren 14,50kr.